# デジスタ・ティーンズ
デジスタ・ティーンズ（digista teens）は、NHK Eテレにて2010年3月31日から2012年3月28日まで毎週水曜日19時25分より放送された日本のテレビ番組である。略称はデジスタ（digista）である。

## 概要
2000年から10年間にわたってNHK衛星第2テレビジョン（BS2）などで放送された『デジタル・スタジアム』の放送を教育テレビに移し、ティーンズを対象にした形でリニューアルした。
番組は10代または学生からアート作品、デザイン作品を募集し、番組ホームページ内で事前に公開した。Twitterで感想が多かった作品を毎週5本程度紹介し、専任教授（ゲスト）と共に熱いエールを送るコーナーと、各種クリエーターがティーンズに作品制作の極意を伝授する『クリエイティブ研究室（略称「クリケン」）』のコーナーで構成された。
BS2で放送された『デジタル・スタジアム』で毎年行われた企画『デジタル・ティーンズ』の対象は高校生までだったのに対して、教育テレビでの当番組は10代または学生（大学院生含む）まで幅を広げた。
司会の中谷日出は前身番組『デジタル・スタジアム』の番組開始から出演した。

## 放送時間
共にNHK Eテレで放送。
- 2010年3月31日 - 
  - 本放送：水曜 18:55 - 19:20
  - 再放送：日曜 0:40 - 1:05（土曜深夜）
- 2011年3月30日 - 
  - 本放送：水曜 19:25 - 19:50
  - 再放送：翌水曜 0:25 - 0:50（火曜深夜）

海外向けのNHKワールドTVおよびNHKワールド・プレミアムでも放送される。NHKワールドTVは英語主音声の2か国語放送で土曜日に「ビジネス新伝説 ルソンの壺」（大阪局制作）と隔週で放送される。

## 出演者

### レギュラー出演者
- 田村淳 - デジスタ・ティーンズ学長
- 中谷日出 - デジスタ・ティーンズ名誉学長（2010年度は学長）
- 吉澤ひとみ - 助手

### ナレーター
- ジョージ・ウィリアムズ[1]

### 特任教授（ゲスト）
- ティム・バートン - 映画監督（3月31日・4月7日・4月14日）
- 中村獅童 - 歌舞伎俳優（4月21日・4月28日・5月5日）
- 田村淳 - ロンドンブーツ1号2号（5月12日・5月19日・5月26日）
- 井筒和幸 - 映画監督（6月2日・6月9日・6月16日）
- リー・アンクリッチ - アニメーション映画監督（6月23日・6月30日・7月7日）
- 小栗旬 - 俳優（7月14日・7月21日・7月28日）
- 堤幸彦 - 映画監督・演出家（9月1日・9月8日・9月15日）
- 竹中直人 - 映画監督・俳優（9月29日・10月6日・10月13日）
- 森三中 大島美幸・村上知子 - 芸人（11月26日・12月1日・12月8日）
- 劇団ひとり - 芸人・小説家（12月22日・1月29日・1月5日）
- インパルス - 芸人（1月19日、1月26日、2月2日）
- 木村祐一 - 芸人・監督（4月20日、 4月27日、5月4日）

### クリエイティブ研究室
7月14日・7月21日・7月28日は除く。
- 丹下紘希 - 映像クリエーター（3月31日・4月7日・4月14日）
- 野村辰寿 - アニメーション作家（4月21日・4月28日・5月5日）
- 箭内道彦 - クリエイティブディレクター（5月12日・5月19日・5月26日）
- woodpecker - フィルムメーカーユニット（6月2日・6月9日・6月16日）
- 林田宏之 - CGアーティスト（6月23日・6月30日・7月7日）
- 原恵一 - アニメーション監督（9月1日）
- 土佐信道 - 明和電機（9月29日・10月6日・10月13日）
- 中島信也 - CMディレクター（1月19日・1月26日・2月2日）
- 英勉 - 映像クリエーター（3月30日・4月6日・4月13日）
- FROGMAN - アニメーション作家（4月20日・4月27日・5月4日・10月19日）
- 井筒和幸 - 映画監督（5月18日・5月25日・6月1日・6月8日・6月15日）

## 作品
☆がついている作品はアーカイブ入り、★がついたものは首席アーカイブ入り。首席作品は年度末に行われる年間ベストアーカイブスの候補作品となる。
- ★「みち」添野 美生・大塚 なつ実
- ☆「僕の石鹸」村井琴
- ☆「抹茶のプディング」窪井 裕美
- ☆「おはよう、こんにちわ、こんばんわ、おやすみ」飯田 萌
- ☆「NEO ANTIQUE」石川 真綾
- ☆「Futaribocchi」澤田 幸子
- ☆「思い出は空に」下鴨中学校パソコン部
- ☆「青いさざなみ」白田 明日香
- 「おいかけっこ」うすしお
- 「T&F」松本 瞳
- 「the 蛇口」杉田 岳仁
- 「Koma in Wonderland」大戸 貴久美
- 「組曲「水曜日」～デッサン室～」静岡文化芸術大学メディア造形学科10期生
- ★「セカイ系セカイ論」山本 蒼美　[2]
- ☆「Joyful Joy!」後根 尚子
- ☆「影トリオ」森田 志穂
- ☆「ハラペコヤギ」藤嶋 未央
- ☆「できレース」佐藤 励
- ☆「はじまりはまつ毛の先から」乗田 朋子
- ☆「Experiment for Animated Graphic Score」吉田 悠
- 「さちこ」チームさちこ
- 「my apartment」水井 翔
- 「12-TWELVE-」滑 慶祐
- 「正義が勝つとはかぎらない」桝矢 由貴
- 「みかんサッカー」小林 颯
- 「Ｍ」春名 茉由子
- 「happy movie」西田 かおり
- 「エミナとネリス」空賀 萌香
- 「anima」空賀 萌香
- 「出口」チーム スタモ
- ★『熱血宇宙人』山元 隼一
- ☆『思春期』福田 美由紀
- ☆『ライカ』可児 美里／内野 和美／丸山 せれな
- ☆『Greedy Steady』スズキ ハルカ
- ☆『こねこね寿し』竹田 悠子
- 『だるまご』大憙田 千裕
- 『紙飛行機の旅』矢倉 光太
- 『スローライフのススメ』斎藤 恵
- 『やぎさんゆうびん』玉田 侑子
- 『It's a strange world in your sight』佐藤 えりか
- 『海の中の哲学』飯塚 花笑
- 『冬眠のはずが…』石井 僚太郎
- 『雨のち、ハサミ』小谷野 萌[3]
- 『ミルク』本田 有希子
- ★『落ち葉掃きの人』宮島 由布子
- ☆『ミルナイン』田中 晴子
- ☆『恐竜が死んだ日』倉岡 研一
- ☆『水難』竹村 瞳
- ☆『悪戯のススメ』玉田 侑子
- ☆『Dreamer』生田 尚久
- 『ＵＰ』吉澤 奎佑
- 『傘と雨』田中 希幸
- 『カブ物語』永留 芙美
- 『black hole』田中 草樹
- 『childhood fantasia』杉本 真帆
- 『感情線』中西 倫子
- ★『gifted』小野寺 瞬
- ☆『UNSUNG HERO』安江 伸浩
- ☆『何故卒業証書は盗まれたのか…？』中西 基樹 他38名[4]
- ☆『ファンタスティク タウン』澄川 淳
- ☆『toys war』小高 雄平
- ☆『サキのそばかす』村本 咲
- 『遊園地』菅原 あずさ
- 『視力検査』岡田 拓也
- 『Painter』赤崎 弘幸
- 『鬼gokkoh!』市川 大輔 他3名
- 『TREASURE HUNTER』大浦 広己/茶賣 優年
- 『ラブレターforままん。』堀 聡美
- ★『THE・キングおさる』藤勝 友侑也
- ☆『Love Story2』斉藤 一輝
- ☆『Notation of Rotating Earth』大橋 史
- ☆『マグロ・サーモンの唄』栗原 唯央
- ☆『恋する天然ピンク』秋葉令奈
- ☆『女/棒人間』山田 杏里
- ☆『ちり毛』チームちり毛
- 『大阪防衛命令 ハジラ対ハゲラ』前畠 慎悟
- 『運命』武田 唯、樋野 真奈花、渡部 真亜沙
- 『ジローとほしのまち』東海林 美緒
- 『CONTROL』稲井 耕介
- 『DREAM AND REAL MIXTURE』川井 奈津実
- ★『ユートピアン』徳永 真利子[5]
- ☆『SHUTTLE LINE』井上 健太
- ☆『GAME OVER』レオ オガワ リルランク
- ☆『教室戦争』真栄城 樹／福田 裕也
- ☆『海遊都市』藤井 萌子
- ☆『宇宙飴』大田 有華
- 『かえる』早坂 映美
- 『乙女ハ、愛ス。』木之瀬 雅貴
- 『虫の良い話』伊藤 大騎
- 『ももいさんのあたまのなか』桃井 奈名子
- 『ランチタイム』坂本 夏美
- 『赤点ヒーロー』大城 千夏
- ★『phonograms.』瀬賀 誠一
- ☆『草取物語』清田 洋
- ☆『浮世捌景』谷山 剛
- ☆『EXIT』松原 真広
- ☆『ウミナカ』河村 康平
- 『そばボール』堀 康史
- 『Fri human』小林 颯
- 『我輩は亀である』佐藤 多恵
- 『くちびるばくだん』吉本 涼
- 『天使のリップ』山内 藍
- 『GENPEN』川崎 拓也
- 『虫歯』渡辺 ピエールニコラ泰祐
- ★『Tag Candy』慶應義塾大学SFC 筧康明研究室（山岡潤一、木村 孝基、大嶋 泰介、川鍋 徹、中垣 拳、速水 友里、筧 康明）[6]
- ★『Goodbye Goodboy』澤村 ちひろ
- ☆『JAPAAAAN』川崎 拓也
- ☆『mama & marmalade & me』山下 順平
- ☆『make up』浅井 佑子
- 『オフロードレーサー・殿』亀島 悠平
- 『porom』中川 めぐみ
- 『ファラオの修羅場』村上 桃子
- 『23番目の怪獣（予告編）』福田 完治
- 『アースのたね（地球）』山内 光
- 『Home movie』村上 真実子
- 『平面彼氏』石橋 晶子
- ★『河井ゆう美』河井ゆう美
- ☆『不思議の国からの招待状』坂本 宏明
- ☆『干支モーション』羽田 光
- ☆『メガレイア 落日の花』前畠 慎悟
- ☆『no sweet』平野 光治
- ☆『fly me around the world』程 亮
- ☆『大高事変』杉村 誠将
- 『Shallys』前畠 慎悟
- 『where is my color?』田井 えみ
- 『CM』高山 彩音
- 『ガンファイト 校舎の墓標』伊藤 舜
- 『ピクト・クリスマス』原谷 知佑
- ★『farm music』大桃 洋祐
- ☆『slip』辻尾 真由美
- ☆『妖精』山本 修平
- ☆『雨の日に』鳥居 悦子
- ☆『おしゃれ童子』浦辺 泉
- 『雪だるまの夏休み』中田 愛美
- 『間』rm（高田 涼平・三好 萌加）
- 『べいびぃヤンキー』吉村 久美子
- 『これは青虫のにょろろ』 細川 梨奈
- 『カッパ巻き』深谷第一高校放送部
- 『うちゅうじん』岩田 清志郎
- 『City』波田 真以子
- ★『二重影』赤澤 恵理、稲森 貞樹、古塩 裕平、齋藤 和也、島津 真幸、白井 一真、和田 麻美
- ☆『GARDEN』鈴木 隼吾
- ☆『IQZO(イクゾ)』松崎 祐哉
- ☆『ナナイロメガネ』中内 友紀恵
- ☆『collage rouge』rm（高田 涼平・三好 萌加）
- ☆『妖星(ようせい)レギリス』森塚 大介
- 『カラフルな自分』落合 里奈
- 『HOME』野沢れい
- 『チェーンメール』小玉 智也
- 『たまとハル ときどきおかん』堅田 大介
- 『ジャガイモダイエット』新田 恵海
- 『冒険ハッピーバースデー』金 紗蘭
- 『ふしぎなあしあと』村中 里帆[7]
- ☆『へんてこてんさい』姫田 真武
- ☆『SANKAKU』若井 麻奈美
- ☆『戦う二人とティッシュの神様』team semiacid
- ☆『Anemone』山元 隼一
- ☆『ラップムシ』成瀬つばさ
- ☆『Alice』山田 紗希子
- 『寿司星人』島田 翔太郎
- 『RETRO NA MAHOU』白井慧
- 『天ゴキと地ゴキ』玉田侑子
- 『消しゴムの思い』チームTKG
- 『信長のスケート　のぶ☆すけ』佐野 知子・青山 望美
- 『アイラブユー、いつまでも』市之瀬まり絵
- ☆『スギノ日記』杉野杏奈
- ☆『帰るのうた』土岐梓
- ☆『white board』長田拓也
- ☆『BUNGELLION』林大智
- ☆『待ち合わせ』平岡佐知子・白玖欣宏
- 『くり子とネコ』石井健太
- 『Line』高貴絵・鄭舜愛・高英載・高成美・朴秀太他 他 美術部
- 『感謝還元映像作品 「アライ隊～皿洗いのススメ～」』立川善哉
- 『おにぎり』鈴木藍
- 『パンが食べたい ～いやしん坊インコの物語～』大野奈々実
- 『狩って狩られて・・・』丸山貴成
- 『ムシプリ！』村山里野
- ☆『おにしめ おたべ』今林由佳
- ☆『みずいろだったころのこと』島田彩加
- ☆『Al Dente Tango』吉田まほ
- ☆『ふつう。』中山まりあ・山下裕英・園田好香・籾井麻里
- 『ほっぺった』牧野綾子
- 『NO LIFE=?』井上雄太
- 『じゃんけん Dynamite ～漢達の戦い～』楠正宏・石井裕友・吉川武文・澤田航
- 『イロトリドリ』木村実尋
- ☆『アナザー』中島 直樹・尾見 苑子・尾見 華子・今井 天平・曽我 龍宇一
- 『赤ずきんちゃんとお母さん』内田 侑里
- 『瓦割　三四郎　～桂の巻～』チーム三四郎(中谷 亘・臼杵 亮祐・砂越 大典)
- 『あの想い出の日の空』奥園 祥帆
- 『空の下』無糖ミルクティー（伊是名 邦公・金城 ひかり・島袋 あずさ・城間 真哲・後小橋川 貢）
- 『あの大空のように・・・』宮崎 彩代
- ☆『たもつ』松本 慶祐
- ☆『天の川流星群』岡田 拓也
- ☆『Play with Windows』（北村 華苗・案浦 芙美・矢田 朋未・菊池 佳奈・瀧上 ちひろ・小林 萌枝）
- 『1分とちょっとの話』大橋 美紗子
- ☆『すぽん。』室 千帆里
- ☆『ひとつながり』奥村 安由子
- ☆『MOGAな一日』古村 静香
- 『GO ONE』阿部 利紀・佐藤 貴之
- ☆『OASIS ROCK』レオ オガワ リルランク(LEO ogawa Lillrank)
- ☆『骨先輩』STEP（辻井 悠気・森口 翔太・藤田 祐一郎・森 耕平・竹谷 雄太）
- 『たこやき』谷口 佳奈美・田中 夕貴
- 『ハローゆうびん局のおじさん』西川 彩夏・西川 貴大
- 『カメ吉の花園の便り』山内 光
- 『年寄りを、なめんなよ』佐藤 航太
- 『レゴテトリス』水添 由貴
- 『あやとりくん』岡崎 瞳子
- 『ゲームの中に』山梨 蓮

## スタッフ
- NHKエンタープライズ
- DIRECTIONS